# William Pitt Mlađi
William Pitt Mlađi (Hayes, London, 28. svibnja 1759. - Putney, London, 23. siječnja 1806.) bio je britanski državnik, najmlađi i posljednji premijer Velike Britanije od 1783. do Zakona o uniji 1800., a zatim prvi premijer Ujedinjenog Kraljevstva od siječnja 1801. Otišao je s dužnosti u ožujku 1801., ali je ponovno služio kao premijer od 1804. do svoje smrti 1806. Bio je i kancelar državne blagajne sve vrijeme dok je bio premijer. Poznat je kao "Pitt Mlađi" kako bi se razlikovao od svog oca, Williama Pitta, 1. grofa od Chathama, koji je prethodno bio premijer i koji se naziva "William Pitt Stariji" (ili "Chatham" od strane povjesničara).
Pittovim premijerskim mandatom, koji je nastupio za vrijeme vladavine kralja Georgea III., dominirali su veliki politički događaji u Europi, uključujući Francusku revoluciju i Napoleonove ratove. Pitt, iako ga se često naziva torijevcem ili "novim torijevcem", sebe je nazivao "neovisnim vigovcem" i općenito se protivio razvoju strogog stranačkog političkog sustava.
Pitt je bio smatran izvanrednim administratorom koji je radio na učinkovitosti i reformama, dovodeći novu generaciju kompetentnih administratora. Povećao je poreze kako bi platio veliki rat protiv Francuske i slomio radikalizam. Kako bi se suočio s prijetnjom irske potpore Francuskoj, osmislio je Zakone o Uniji iz 1800. i pokušao (ali nije uspio) osigurati katoličku emancipaciju kao dio Unije. Postavio je "novi torijevizam" koji je oživio torijevsku stranku i omogućio joj da ostane na vlasti sljedećih četvrt stoljeća.
Povjesničar Asa Briggs tvrdi da se njegova osobnost nije dopala britanskom umu, jer je Pitt bio previše usamljen i previše bezbojan, te je prečesto odisao stavom superiornosti. Njegova veličina došla je u ratu s Francuskom. Pitt je reagirao tako da je postao ono što je Lord Minto nazvao "Atlasom našeg uzaludnog globusa". William Wilberforce je rekao: "Što se tiče osobne čistoće, nezainteresiranosti i ljubavi prema ovoj zemlji, nikad mu nisam poznavao ravnog." Povjesničar Charles Petrie zaključuje da je on bio jedan od najvećih premijera "ako ni po čemu drugom, a ono po tome što je omogućio zemlju da prijeđe iz starog poretka u novi bez ikakvog nasilnog preokreta ... On je razumio novu Britaniju." Zbog toga je visoko rangiran među svim britanskim premijerima u višestrukim istraživanjima.
Pitt je bio premijer ukupno osamnaest godina i 343 dana, što ga čini drugim najdužim britanskim premijerom svih vremena, nakon Roberta Walpolea.